# 8276 Shigei
8276 Shigei (1991 FL) là một tiểu hành tinh vành đai chính được phát hiện ngày 17 tháng 3 năm 1991 bởi S. Otomo và O. Muramatsu ở Kiyosato.